# مرده سقوط کن
مرده سقوط کن (به انگلیسی: Fall Down Dead) فیلمی محصول سال ۲۰۰۷ و به کارگردانی جان کیز است. در این فیلم بازیگرانی همچون دامینیک سوین، مهمت گونسور، اودو کی‌یر و دیوید کارادین ایفای نقش کرده‌اند.